# Хасидизам
Хасидски јудаизам (хебр.  — „побожност”), познат и као хасидизам, јеврејска је религијска скупина која је настала као покрет духовног препорода на подручје данашње западне Украјине током 18. вијека и убрзо се проширила широм источне Европе. Данас, већина подружница се налази у Израелу и Сједињеним Америчким Државама.
Бал Шем Тов сматра се оцем оснивачем, а његови учесници су га развили и ширили. Данашњи хасидизам је подскупина хареди јудаизма и познат је по свом религиозном конзерватизму и друштвеној повучености. Његови сљедбеници се блиско придржавају ортодоксне јеврејске праксе — са јединственим нагласком покрета — и традиције источноевропских Јевреја. Многе традиције источноевропских Јевреја, укључујући различите посебне стилове облачења и употребу јидиш језика, данас су повезани скоро искључиво са хасидизмом.
Хасидска мисао се у великој мјери ослања на луријанску кабалу и у извјесној мјери представља њену популаризацију. Учења наглашавају Божју иманентност у универзуму, потребу да будемо привржени и једно с Њим у свако доба, побожни аспект религиозне праксе и духовну димензију тјелесности и свакодневних дјела. Хасиди, сљедбеници хасидизма, организовани су у независне секте познате као „двор” или династија, на чијем челу се налази сопствени насљедни вођа, ребе. Поштовање и потчињавање ребеу су кључни принципи, јер се он сматра духовним ауторитетом са којим се сљедбеник мора повезати да би стекао блискост с Богом. Различити „дворови” дијеле основна увјерења, али дјелују одвојено и посједују јединствене особине и обичаје. Припадност се често задржава у породицама генерацијама, а бити хасид је подједнако социолошки фактор — који подразумјева рођење у специфичној заједници и оданост династији ребеа — колико и чисто религијски фактор. Постоји неколико „дворова” са по више хиљада чланова домаћинстава и стотине мањих. Од 2016. широм свијета постојало је преко 130.000 хасидских домаћинстава, што чини око 5% свјетске јеврејске популације.

## Порекло и настанак
Порекло хасидизма повезано је са активностима његовог оснивача Бал Шем Тов (1698—1760), кабалисте и исцелитеља који се 1740. године настанио у граду Меџибож (Подоље, сада Украјина). Око њега се окупио круг ученика, чије су активности изазвале незадовољство правоверних рабина, пре свега, Вилнског Гаона. Његова популарност обично се објашњавала кризом која је захватила јеврејску заједницу Пољско-литванске уније након неуспеха месијанског покрета Шабетај Цви и козачких погрома под влашћу Бохдана Хмељницког. Хасидизам делом подсећа на сличне процесе у протестантизму (пијетизам, ревивализам): нагласак на личном искуству Бога, личној праведности и улози харизматичних вођа (цаддика). Међутим, хасиди нису напустили строго поштовање јеврејских ритуала, а да притом нису пали у аскетизам. После Бештетове смрти, покрет Хасидима (праведника) предводио је Дов-Бер из Мезхерицха (познат и као „Магид”), који је преселио своју резиденцију у Межерик (Волин, Украјина).
После 1772. године, хасидизам се поделио на низ огранака. Рабин Елимелех је ширио хасидизам у град Лежајск (данас Пољска). Менахем Мендел основао је заједницу у Витебску (Белорусија), из које је произашао Шнеур Залман из Љада, оснивач Хабада (лубавички хасидизам). Леви Иитзцхак је 1785. године створио хасидски центар у Бердичеву. Такође, значајан центар хасидизма почео је да представља Чернобил (Украјина), након што се овде доселио Бештов ученик Менацхем Накхум.
До 1782. године, Јаков Јозеф из Полонноие написао је прву хасидску књигу, у којој је сакупио Бештетове изреке.

## Пракса и медитација
Хасидска молитвена пракса помаже медитацији, праћеној карактеристичним појањем без речи, оштрим покретима тела. Хасидске молитве праћене су мелодијама (нигун), које су постале добро познате по клезмер музици.
Углавном се хасиди придржавају нуше (молитвени стил) „Сфарад” (не сме се мешати са нусом Сефарда), која се разликује од ашкеназијског нушаха променама које су засноване на учењима кабалистичког рабина 16. века Јитзхак Луриа (Аризал). Неки од Хасидаа (углавном Лубавички Хасидим) користе нушу која се назива нусах ари. Као и сви правоверни Јевреји, и Хасиди се моле на хебрејском (неколико уметака је на арамејском), и огромна већина се придржава једне од варијанти изговора Ашкеназија. У многим хасидским групама уобичајено је предавати на јидишу.
Хасиди молитву сматрају једном од најважнијих верских пракси. Карактеристика хасидских молитви, која изазива жесток отпор у нехасидским правоверним круговима, је готово потпуно одбацивање традиционалног распореда молитве (зманим), посебно за јутарње молитве.
Постоје и друге хасидске особености молитве, у којима критичари (не тако жестоки као пре 200 година) виде кршење закона Халакхе. Неки идеолози реформског, конзервативног и реконструктивистичког јудаизма тврде да су елементи хасидских ритуала постали широко прихваћени у њиховој пракси. Сами Хасиди се са тим снажно не слажу и одбијају да имају било какве везе са необичним трендовима.